# Moutarde (couleur)
Pour les articles homonymes, voir Moutarde.

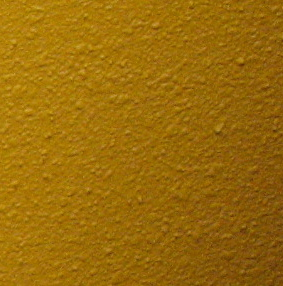
Pan de mur couleur Moutarde

Le nom de couleur moutarde est un terme utilisé principalement dans le domaine de l'habillement et de la mode, par comparaison avec la couleur de la moutarde culinaire fine la plus commune, un jaune assombri.
L'expression « Moutarde » pour désigner une couleur est attestée en français en 1613 dans une publication satirique : « son pourpoint d'une peau de parchemin, les galons de crottes de Paris, & les boutons de crottes de Lapin, les boutonnières bordées de moutarde ». On trouve aussi « jaune moutarde » et « couleur moutarde ».

## La couleur moutarde dans l’art
Dans les beaux-arts, on décrit en général les couleurs par des termes généraux décrivant la teinte, et la couleur moutarde peut se dire jaune chaud rabattu ou orange rabattu. Plus fréquemment, on définit les couleurs par les pigments qui servent à les obtenir, et on dira que les couleurs moutarde — puisqu'on peut certainement distinguer plusieurs nuances — se décrivent comme des teintes d'ocre jaune.
Cela n'empêche pas les descriptions de recourir à une dénomination bien connue.
Une couleur correspondant à cette désignation se retrouve au IXe siècle sur les coupes de Nichapur, et de Samarcande, où elle était obtenue par un l’effet de la cuisson sur un enduit terreux contenant des traces de chrome avec lequel on peignait le décor. Des fouilles réalisées en Apamée en Syrie ont permis de retrouver une céramique du XIVe siècle que l’on a désigné « moutarde et cresson » (mustard and cress).
La couleur jaune moutarde de la tapisserie de Bayeux est due à l’utilisation d’un colorant végétal, le gaude.
Les contemporains de Joseph Mallord William Turner se moquaient constamment de ses « jaune moutarde ». L’on retrouve la couleur jaune moutarde dans le fond de Femmes à la balustrade de Kees van Dongen (1911) ; les restaurateurs ont identifié un échantillon prélevé sur ce fond comme une couche colorée à base de jaune de cadmium recouverte d'une couche de surface constituée d'ocre jaune.

## La couleur moutarde dans la mode
La couleur moutarde entre dans les descriptions de vêtement depuis la première occurrence en 1613.
Vers 1885, la couleur est à la mode. On relève entre autres un costume « couleur moutarde anglaise », une automobile « couleur moutarde claire »
Pendant et après la Première Guerre mondiale, la couleur moutarde se confond avec le kaki : « Dans leur uniforme couleur moutarde, apparaissent les vaillants tommies » écrit Le Gaulois le 30 octobre 1918. Kaki est un terme importé d'Angleterre, et « Madelon dénomme le kaki américain » couleur moutarde. En 1932 le Petit Parisien caractérise comme couleur moutarde l'uniforme des SA nazis. Dans le camp politique opposé, on appelle « drapeau couleur moutarde », au lieu de jaune d'or (« Goldgelb » officiellement)  celui de la République de Weimar.
Dans la deuxième moitié des années 1930, le moutarde est à la mode. On trouve ainsi en 1938 un conseil : « avec une robe moutarde, un manteau noir bord à bord, chapeau, sac et gants noirs ».
Les adeptes de la mode des années 70 ont choisi entre autres la couleur jaune moutarde réactivée en Automne-Hiver 2010-2011. D’après le Color Marketing Group, une association de 195 « professionnels de la couleur », le jaune moutarde serait la couleur de la mode en 2012.